# Bob Barlow
Robert George Barlow (Kanada, Ontario, Hamilton, 1935. június 17. –) profi jégkorongozó.

## Pályafutása
Komolyabb junior karrierjét az OHA-s Barrie Flyersben kezdte 1953-ban és 1955-ig játszott ebben a csapatban. Még az utolsó junioros idényében bemutatkozott a felnőttek között az AHL-es Cleveland Baronsban három mérkőzésen. A következő idényben két mérkőzést játszott itt majd a NOHA-s North Bay Trappersbe került. 1958-ig a pályafutása így telt (pár mérkőzés a Clevelandban és a többi a North Bayben). 1958–1959-ben már teljes szezont játszott a Cleveland Baronsban. 1959–1962 között az AHL-es Quebec Acesben játszott.
Folyamatosan romló teljesítménye miatt WHL-es Seattle Totemsbe került, ahol 1965-ig játszott. Itt is évről évre gyengébben játszott így a Victoria Maple Leafsbe került ahol az első szezonja nagyszerű volt. 1967–1968-ban az AHL-es Rochester Americansba igazolt ahol élete legjobb szezonját produkálta (72 mérkőzésen 95 pontot szerzett). A következő szezonban az akkor még WHL-es Vancouver Canucksba került. Itt is nagyon jól játszott így 1969-ben bemutatkozhatott az NHL-ben a Minnesota North Stars színeiben. A következő szezonban már csak hét mérkőzést játszott az NHL-ben majd lekerült a WHL-es Phoenix Roadrunnersbe ahol 1970–1975 között játszott. 1974-ben a Phoenix-i csapat a WHA-ban folytatta a küzdelmeket. 1974–1975-ben játszott még a CHL-es Tulsa Oilersben. 1975 végén vonult vissza a CHL-es Tucson Mavericksből.

## Edzői karrier
Rövid ideg (47 mérkőzés) a Tucson Mavericks edzője volt az 1975–1976-os szezonban, de a csapat nagyon gyenge eredményei miatt távoznia kellett.

## Díjai
- WHL Második All-Star Csapat: 1963, 1969
- WHL Első All-Star Csapat: 1966
- AHL Első All-Star Csapat: 1968